# Cheng Han
Cheng Han (chiń. 成漢) – chińskie państwo istniejące w latach 304–347, w okresie Szesnastu Królestw. Jego założycielem był Li Te, wywodzący się z plemienia Cong. Stolicą państwa było miasto Chengdu. Cheng Han przestało istnieć w 347 roku w wyniku podboju przez wojska Huan Wena, generała Wschodniej dynastii Jin. Ostatnim władcą państwa był Li Shi.